# Tízkarú polipok
A tízkarú polipok (Decapodiformes, Decabrachia) a fejlábúak osztályába tartozó belsővázas fejlábúak alosztályának egy öregrendje. Nyolc tulajdonképpeni karjukon kívül még két, „tapogatók”-nak vagy „fogókarok”-nak nevezett karjuk is van; ezek gyakran visszahúzhatók egy-egy tokszerű képződménybe és azokból zsákmányfogás alkalmával pányvaszerűen kivethetők. Majdnem valamennyi tízkarú polip testében a hátoldalon az elcsökevényesedett belső váz maradványa található. Ez meszes vagy szarunemű, és a tipikus belső váz három részéből csak a proostracumot tartalmazza. A nyílt óceánok lakói, általában a mélytengeri régiókat kedvelik és kiváló úszók.

## Rendszerezés
Az öregrendbe az alábbi rendek tartoznak:
- †Boletzkyida rend
- tintahalak (Sepiida) rendje
- Sepiolida rend
- Spirulida rend
- kalmárok (Teuthida) rendje